# Șieu-Măgheruș
Șieu-Măgheruș – wieś w Rumunii, w okręgu Bistrița-Năsăud, w gminie Șieu-Măgheruș. W 2011 roku liczyła 932 mieszkańców.